# Boloria
Boloria là một chi bướm ngày thuộc họ Nymphalidae. Clossiana thường được bao gồm trong chi này dù vài tác giả vẫn xem nó là một loài riêng biệt và dường như đảm bảo được công nhận ít nhất là một phân chi riêng.

## Các loài
Xếp theo bảng chữ cái.
- Boloria acrocnema Gall & Sperling, 1980
- Boloria alaskensis (Holland, 1900)
- Boloria aquilonaris (Stichel, 1908)
- Boloria alberta (W.H. Edwards, 1890)
- Boloria astarte (Doubleday, [1847])
- Boloria bellona (Fabricius, 1775)
- Boloria caucasica (Lederer, 1852)
- Boloria chariclea (Schneider, 17)
- Boloria dia (Linnaeus, 1767)
- Boloria epithore (Edwards, [1864])
- Boloria eunomia (Esper, [1800])
- Boloria euphrosyne (Linnaeus, 1758)
- Boloria freija (Thunberg, 1791)
- Boloria frigga (Thunberg, 1791)
- Boloria frigidalis Warren, 1944
- Boloria improba (Butler, 1877)
- Boloria graeca (Staudinger, 1870)
- Boloria jerdoni (Lang, 1868)
- Boloria kriemhild (Butler, 1877)
- Boloria napaea (Hoffmannsegg, 1804)
- Boloria natazhati (Gibson, 1920)
- Boloria neopales (Nakahara, 1926)
- Boloria pales (Denis & Schiffermüller, 1775)
- Boloria polaris (Boisduval, [1828])
- Boloria purpurea Churkin, 1999
- Boloria selene (Denis & Schiffermüller, 1775)
- Boloria sipora (Moore, [1875])
- Boloria titania (Esper, 1793)
- Boloria thore (Hübner, [1803])

## Hình ảnh

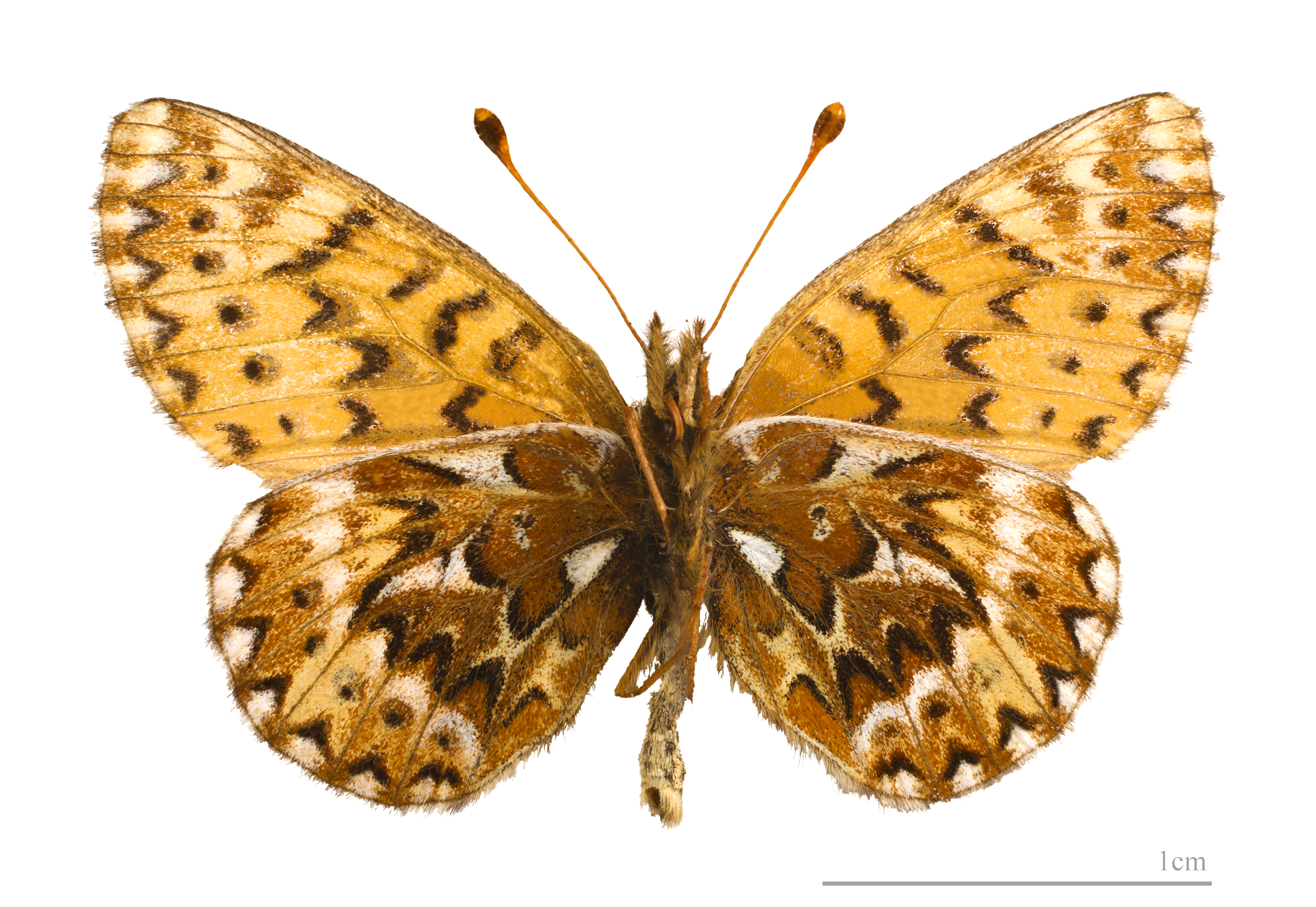
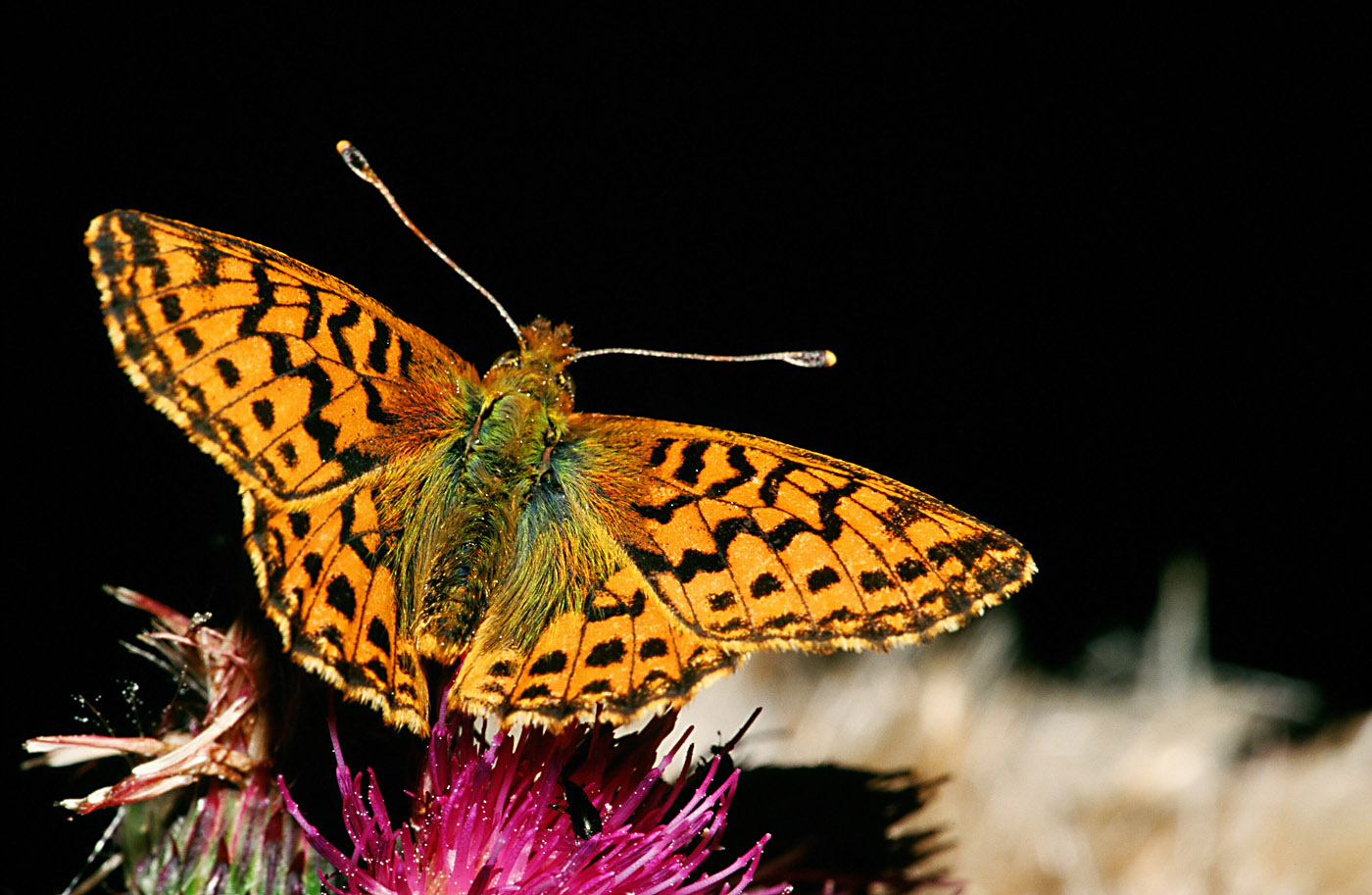
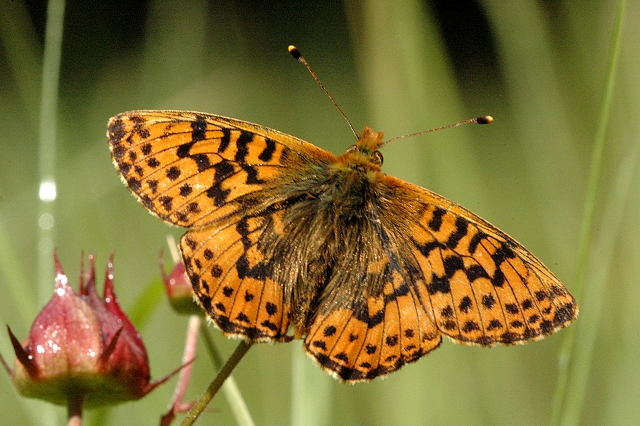
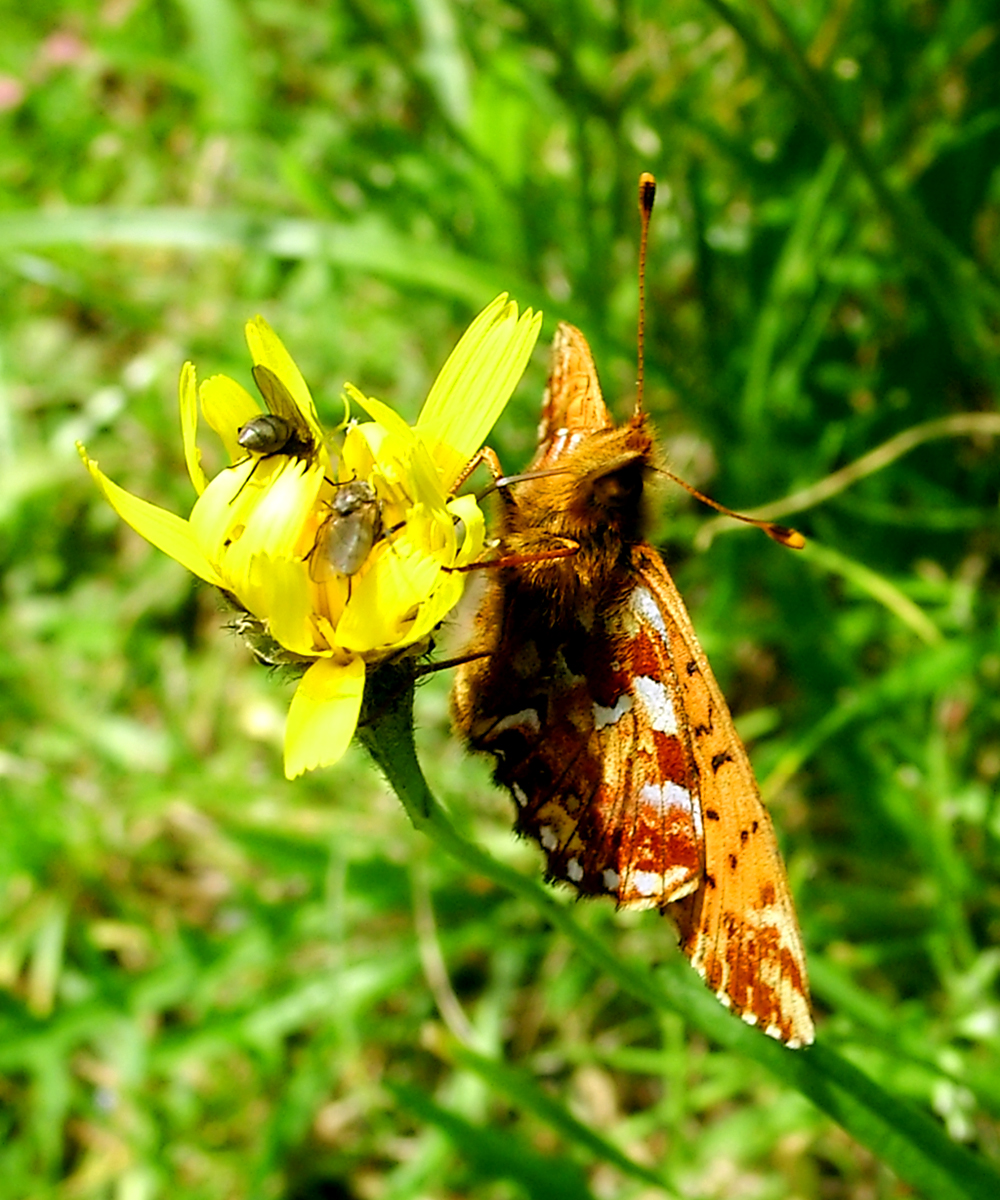
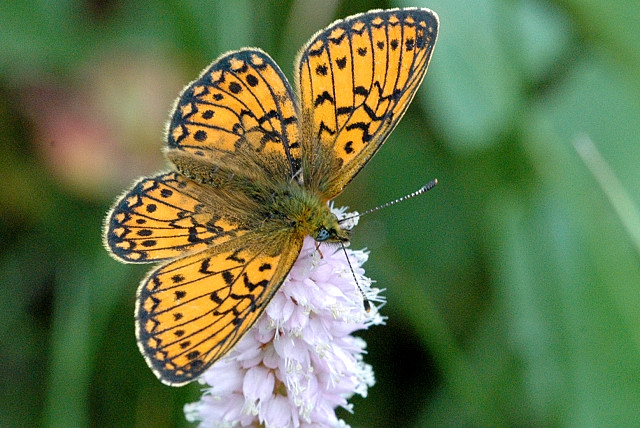